# Морарь, Игорь Николаевич
Игорь Николаевич Морарь (род. 26 июля 1974 года, Первомайск, Луганская область) — российский политический и государственный деятель. Глава Мурманска с 31 марта 2022 года по 24 октября 2024 года.

## Биография
Игорь Николаевич Морарь родился 26 июля 1974 года в городе Первомайск, Луганской области. Ещё в раннем детстве он с родителями переехал в Мурманск, где учился в школе № 1, затем в ПТУ № 6 на моториста, а высшее образование получил в Санкт-Петербургском государственном университете водных коммуникаций по специальности «Экономика и управление на предприятии (транспорт)».
Трудовой путь Морарь начал в 1991 году учеником моториста, мотористом на рыболовецких судах Управления «Севрыбхолодфлот».
С 1994 года менеджер, затем заместитель директора по производству АООТ «Фламинго».
С 1999 года — предприниматель. Имеет опыт предпринимательской деятельности в области геодезических изысканий, строительно-монтажных работ, транспортных перевозок, рекламы, широкоформатной полиграфии, инвестиционной деятельности.
С 2008 года руководитель федерации хоккея с мячом города Мурманска. В 2012 году возглавил Некоммерческую организацию «Благотворительный фонд „Мурманск — город без наркотиков“».
В 2013 году избран руководителем регионального отделения в Мурманской области политической партии «Гражданская платформа».
В том же году был избран уполномоченным по защите прав предпринимателей при губернаторе Мурманской области.
В 2012 году награждён Почётной грамотой Мурманской областной Думы за многолетний добросовестный труд, высокий профессионализм и большой личный вклад в социально-экономическое развитие Мурманской области, в 2016 году — почётным знаком «За заслуги перед городом Мурманском», в 2018 году — благодарственным письмом президента РФ.

## Личная жизнь
Женат, воспитывает двух дочерей.